# بولان (جمع أبرود)
بولان (بالفارسية: بولان) هي قرية تقع في إيران في قسم جمع أبرود الريفي. يقدر عدد سكانها بـ 100 نسمة بحسب إحصاء 2016.